# SS Amiénois
Pour les articles homonymes, voir Amiénois (homonymie).
Le SS Amiénois est un navire de commerce, construit en Grande Bretagne, naviguant sous pavillon français de 1932 au 25 juin 1940, date de son sabordage devant Talmont (Gironde) après l'annonce de l'armistice du 22 juin 1940.

## Histoire
Cargo à vapeur, comme le désigne son préfixe S/S ( Steam Ship), l'Amiénois navigue en Méditerranée. D'une longueur de 100 m, pour 5240 t., il transporte les wagons de tramways pour la ville d'Alger.
Le 6 avril 1940, il est réquisitionné pour participer à la campagne de Norvège durant laquelle il est mitraillé par l'aviation allemande.
Rendu au service civil le 3 juin, il transporte armes et marchandises depuis le port du Havre. En escale à Cherbourg, il embarque de nombreux réfugiés. Victime d'un abordage accidentel par un navire de guerre, il doit faire relâche à Brest, puis repart pour le Verdon-sur-mer où il arrive le 16 juin 1940, avant de remonter la gironde jusqu'à Bordeaux, en passant par Pauillac, sans parvenir à débarquer ses armes.
Après  l'armistice signée le 22 juin 1940, son équipage est emprisonné au fort du Hâ et remplacé par un équipage militaire qui saborde le navire devant Talmont. Le navire coule le 25 juin 1940, vers 10 heures 30, par 11 m de fond.

## Épave
À marée basse apparaissent pendant un certain temps la passerelle, la cheminée et la dunette de l'épave, dont les marchandises ne peuvent être récupérées, qui s'enfonce dans la boue et se brise. Ses deux mâts émergent, jusqu'à leur destruction par les tempêtes de 1984 et 1988.
En 1953, la gabare Roland-Raymonde heurte l'épave de nuit. Son équipage est sauf.
Depuis 2003, une bouée de balisage signale aux autres bateaux l’emplacement de l’épave qui gît, la proue vers l'amont du fleuve, par 45° 31' 46" de latitude et 0° 55' 48" de longitude.